# 梅原北明

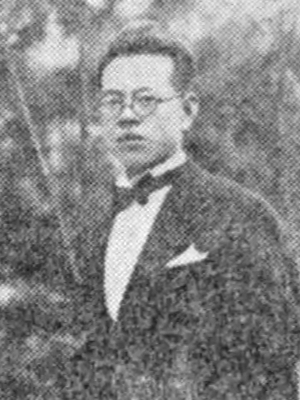
1933年、大阪にて

梅原 北明（うめはら ほくめい、1901年〈明治34年〉1月15日 - 1946年〈昭和21年〉4月5日）は、日本の作家・編集者。本名は梅原 貞康。昭和初期のエログロナンセンス文化を代表する出版人である。宗教研究家の梅原正紀は息子。別名・烏山朝太郎、談奇館主人、大塚倭堂、吾妻大陸ほか多数。

## 人物

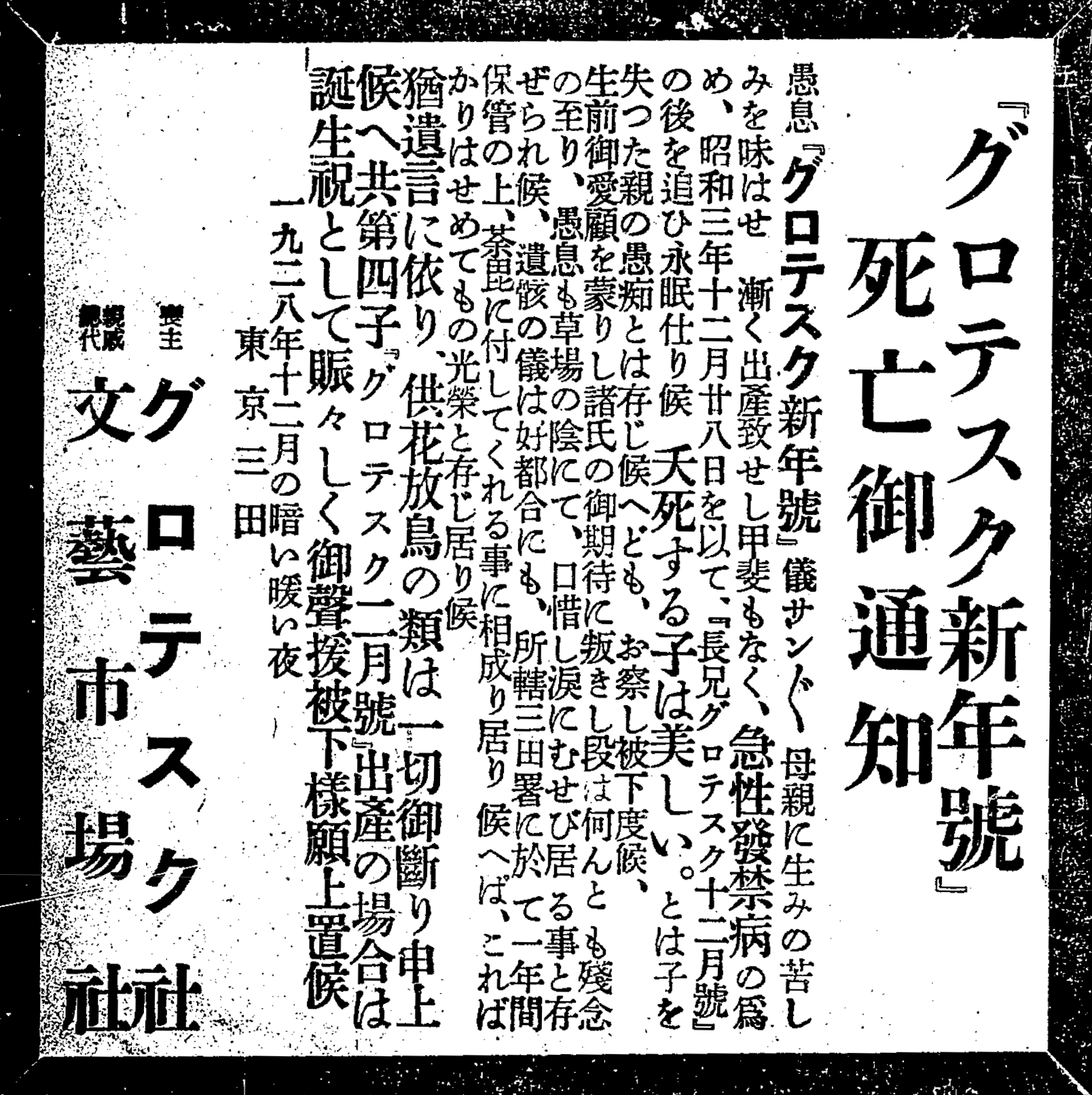
『グロテスク』新年号の発禁を伝える『読売新聞』1928年12月30日付朝刊広告

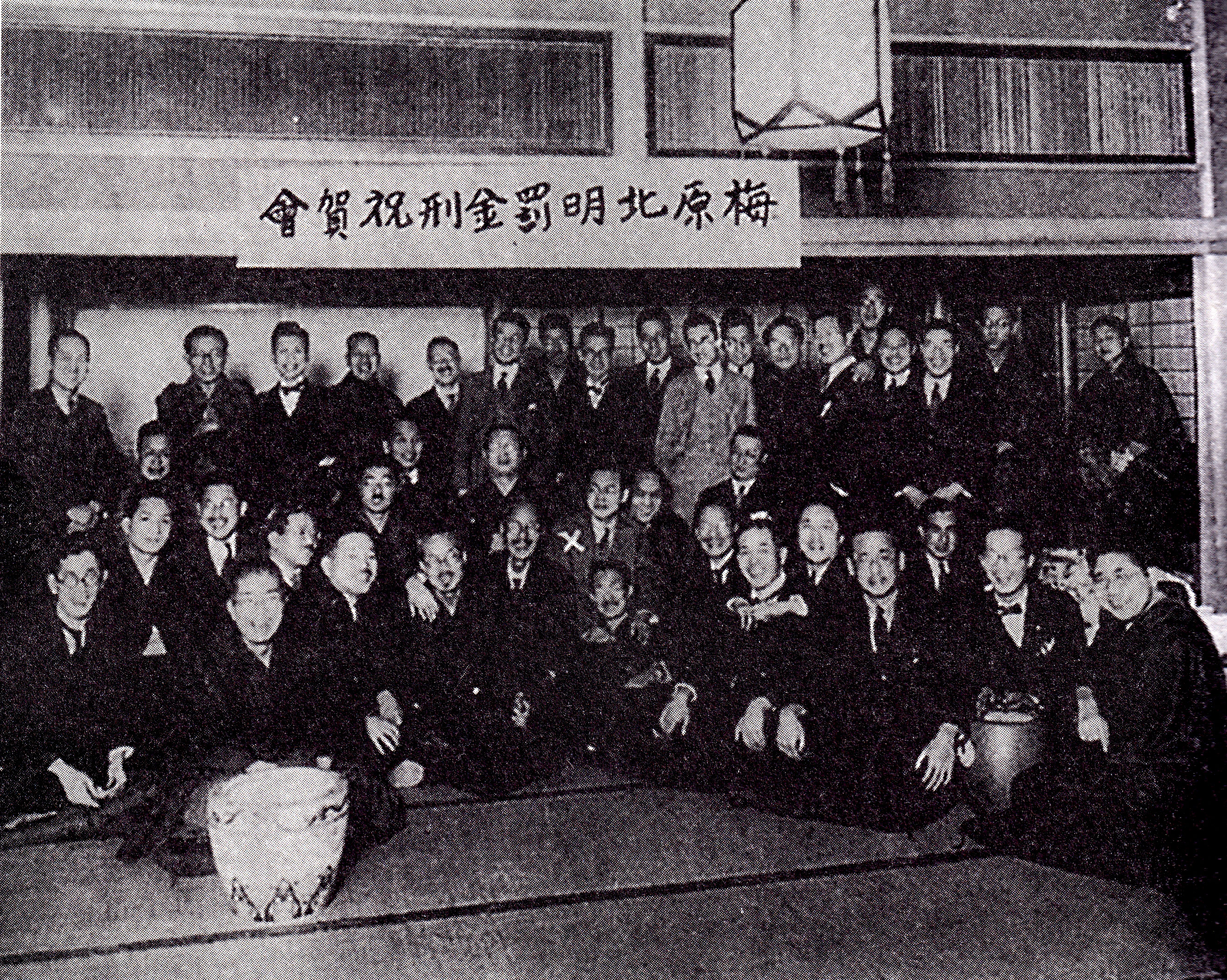
梅原北明が1928年に起こした出版法違反事件（27件）の決着を祝って1929年3月20日に関係者40数名を集めて華々しく催された「梅原北明罰金刑祝賀会」の様子。北明は官憲相手に諧謔とエログロで無意味なまでに対抗する姿勢を見せつけたことで「猥本の出版狂」とも呼ばれていた。

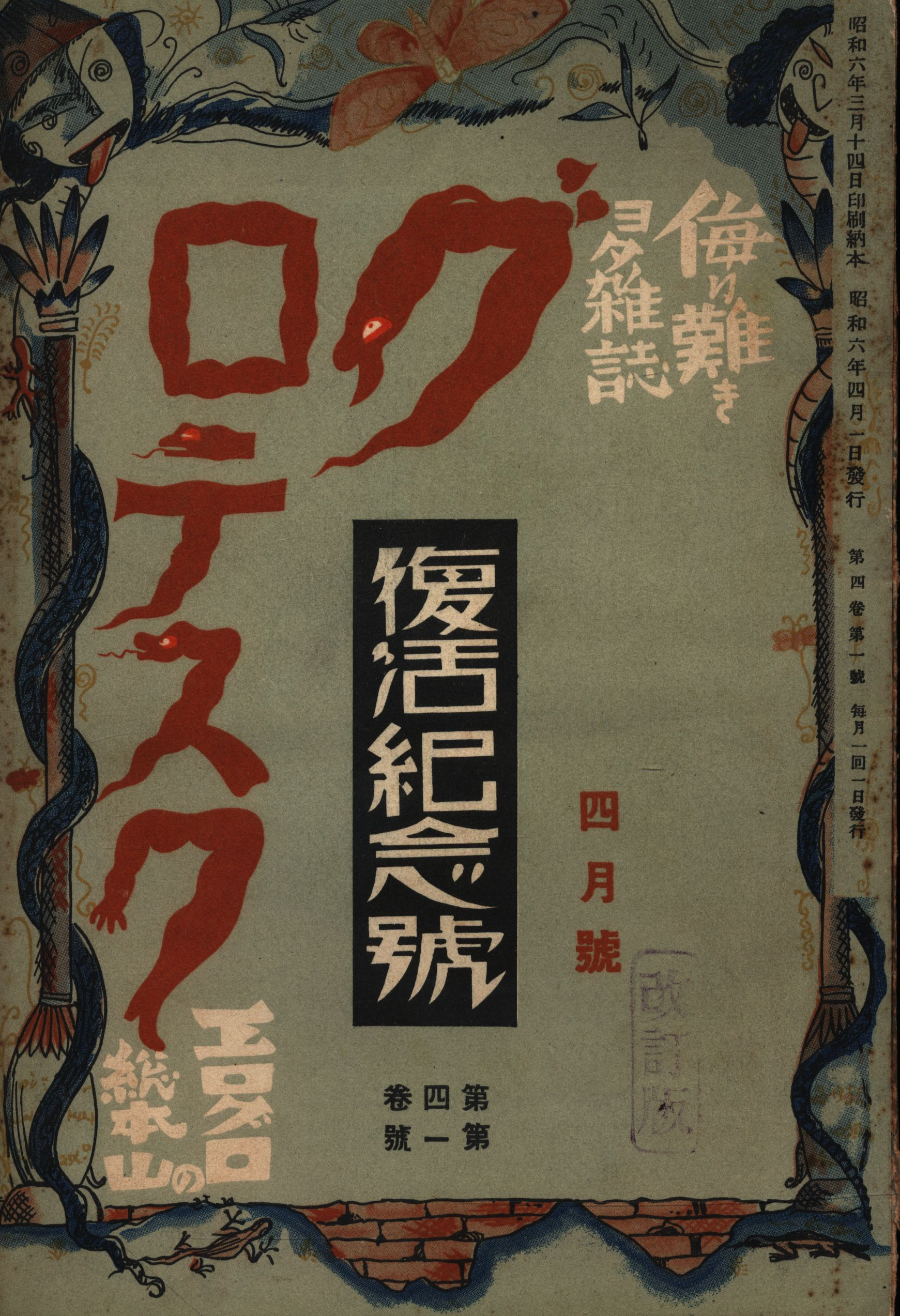
『グロテスク』復刊号/1931年4月号。表紙には「侮り難きヨタ雑誌」「エログロの総本山」という言葉が並び、内容的にも華々しさより焼け糞さが目立つ復刊であった。

1901年、富山県富山市の士族の次男として生まれる。父・貞義は生命保険の代理店を営んでおり、生活はゆとりがあったとされる。京都の平安中学を卒業し、早稲田大学予科に進学。同校在学中に片山潜のグループと接し、社会主義思想に触れた。1920年に中退して関西で部落解放運動に従事。1924年から新聞社や雑誌社に勤める傍ら小説を執筆。梅原北明としては『殺人会社―悪魔主義全盛時代』前編（アカネ書房）が処女出版となる。
1925年に『デカメロン』を翻訳出版し世評を獲得するが、下巻が発禁処分を受け、後日改訂版を発刊している。その理由をその翌々年に國際文獻刊行會より上梓した『エプタメロン』下巻に挿入された「飜譯の誤謬に就いて」の中で「姦通譚を其のまま訳した」と述べている。そのため『エプタメロン』では発禁処分を避けるため、妻を「戀人」と訂し、夫婦間を「戀人と愛人の間」と訂したとしている。
1925年11月にはプロレタリア作家を擁した特殊風俗誌『文藝市場』（上海移転後『カーマ・シャストラ』に改題）創刊。他多数のアングラ雑誌・書籍を多数発刊し、出版法違反で前科1犯となる。また文藝市場社内に文藝資料研究会を置き、1926年から『変態十二史』と会員誌『変態資料』（文藝資料編輯部）を刊行。『変態資料』には伊藤晴雨が撮影した逆さ吊りの妊婦写真が掲載され、大いに物議を醸した。
彼の業績の中で、よく知られたものとして、1928年11月から1931年8月まで何度も発禁処分を受けながらも出版をつづけた雑誌『グロテスク』（全21冊）があげられる。当局の弾圧をかわすためグロテスク社、文藝市場社、談奇館書局など数回にわたり発行所の変更を余儀なくされた。
『グロテスク』が終盤を迎えた頃、古新聞漁りの集大成といえる『近世社会大驚異全史』を刊行。菊判2100ページに及ぶ「焼糞の決死的道楽出版」であった。しかし、お上に睨まれて上海に逃亡し、1932年には性文献と艶笑本の出版活動から完全に手を引く。その後は大阪の女学校で教員をしたり、劇場支配人として日劇を再建したり、靖国神社の職員だったこともある。また生計費は大衆小説を書いて捻出しており、メジャー誌の『少年倶楽部』『富士』『新青年』などにも吾妻大陸のペンネームで寄稿していた。
敗戦の翌年、カストリ雑誌の大ブームを見ることなく、発疹チフスに倒れた。享年45。
生前は今東光や村山知義らと親交があった。小笠原長生中将も彼のファンであり『変態資料』の会員でもあった。また山本五十六とも賭博仲間だったという。野坂昭如の『好色の魂』は梅原北明（小説では貝原北辰）をモデルにした長編小説である。

## 著作

### 著書・編著書
- 『殺人会社―悪魔主義全盛時代（前編）』アカネ書房 1924
- 『談奇館随筆 第2編　秘戯指南』文芸市場社 1929
- 『談奇館随筆 第5編　続・秘戯指南』文芸市場社 1929
- 『世界好色文学史』佐々謙自,酒井潔共編著 文藝市場社、1929　のちゆまに書房復刻
- 『近世社会大驚異全史』編 白鳳社 1931　のち海燕書房復刻、1976
- 『近代世相全史 慶応より大正までの新聞重要記事の集成』全4巻 編 白鳳社 1931　のち日本図書センター復刻
- 『明治大正綺談珍聞大集成』編 文芸市場社 1929-31
- 『近世暴動反逆変乱史』編　海燕書房 1973
- 横井司監修『梅原北明探偵小説選』〈論創ミステリ叢書〉 論創社 2015年 ISBN 978-4-8460-1478-0

### 翻訳
- ボッカチヨ『全譯デカメロン(十日物語)』南欧芸術刊行会 1925
- エ・エル・ウイリアムス『露西亜大革命史』杉井忍共訳 朝香屋書店 1925
- ナヴァル女王『世界奇書異聞類聚第四巻・第五巻 エプタメロン』國際文獻刊行會 1926、1927
- フエリシアン・シヤンスール『サメヤマ』酒井潔共訳 文芸市場社 1929
- 『世界性愛談奇全集 第5巻　世界艶情小説集』小生夢坊共訳 山東社 1931
- 『世界性愛談奇全集 第1巻　恋愛術』訳述 山東社 1931
- ウィルヘルム・マイテル『バルカン・クリーゲ』河出文庫 1997